# António Rodrigues Coronel
António Rodrigues Coronel (século XVI – Ilha Terceira, Açores, Portugal)
Descendem, uns, de António Rodrigues Coronel, que viveu no século XVI e, outros, de Lourenço António Teles Pamplona Coronel, que viveu no século XVIII. Pertenciam ambos à geração e linhagem de Fernão Perés Coronel, que foi regedor de Segóvia, do conselho dos reis católicos Fernando II de Aragão e Isabel I de Castela, e o primeiro que usou o apelido Coronel.
António Rodrigues Coronel, foi casado com Isabel Dias Coronel, com a qual residiu em Salvaterra, na Galiza, e na vila de Monção (Portugal), e de quem teve:
1 - Branca Rodrigues Coronel, casada com António Dias Homem, que moraram também em Monsão e em Ponte de Lima.